# Selaginella acipuiei
Selaginella acipuiei là một loài dương xỉ trong họ Selaginellaceae. Loài này được Bizzarri mô tả khoa học đầu tiên..
Danh pháp khoa học của loài này chưa được làm sáng tỏ. 